# Verordnung über die technischen Anforderungen an Strassenfahrzeuge
Die Verordnung über die technischen Anforderungen an Strassenfahrzeuge VTS (französisch Ordonnance concernant les exigences techniques requises pour les véhicules routiers OETV, italienisch Ordinanza concernente le esigenze tecniche per i veicoli stradali OETV) vom 19. Juni 1995 ist eine Verordnung des Schweizer Bundesrates.
Die Verordnung definiert die technischen Anforderungen an Fahrzeugen, die dem Strassenverkehrsgesetz unterstehen und definiert deren Einteilung. Darüber hinaus enthält die VTS Bestimmungen zu den Fahrzeugprüfungen.
Die VTS löste die am 1. Oktober 1969 in Kraft getretene Verordnung vom 27. August 1969 über Bau und Ausrüstung der Strassenfahrzeuge BAV ab.